# El Watan
El Watan (Arabisch:الوطن; i.e. het thuisland) is een Franstalig dagblad in Algerije, dat in 1990 werd opgericht.
Het dagblad heeft tot doel democratie te bevorderen en biedt berichtgeving over de Algerijnse oppositie.
Tijdens de Algerijnse Burgeroorlog (1991-2002) werd El Watan verschillende malen niet uitgebracht. De edities van 24 april en 7 mei 1996 werden niet uitgebracht, omdat dit werd geweigerd door de staatsdrukkerij. In oktober 1998 legde de drukkerij de uitgave gedurende een maand stil, onder het mom van openstaande schulden. De krant had kort ervoor artikelen uitgebracht die kritisch stonden tegenover een voormalig adviseur van president Liamine Zéroual en de minister van justitie. Het artikel had hen beschuldigd van corruptie en misbruik van macht. Het stilleggen van de persen kwam echter nadat er een mondeling akkoord was bereikt over de achterstallige betaling.
Directeur van de krant, Omar Belhouchet, ontkwam op 17 mei 1993 aan een aanslag, waarvan later bleek dat het de eerste zou worden uit een serie aanslagen die op Algerijnse journalisten werd gepleegd. In deze tijd ontvingen journalisten en hun gezinsleden dagelijks thuis en op het werk dreigementen, waardoor hun werk bijna onmogelijk werd gemaakt. Toen de aanslag op Belhouchet werd gepleegd, bracht hij net zijn kinderen met de auto naar school. Tussen 1993 en 1996 werden 60 journalisten vermoord; rond 200 journalisten ontvluchtten het land.